# Ondrej Duda
Ondrej Duda (Snina, 5 de dezembro de 1994) é um futebolista eslovaco que atua como meio-campista. Atualmente, joga no Al-Ettifaq.

## Carreira
Começou sua carreira futebolística na equipe de sua cidade natal, o MFK Snina. Posteriormente transferiu-se para o Košice, onde ele subiu na hierarquia da equipe juvenil, fazendo sua estréia na  equipe principal do clube com a idade de 17 na vitória por 1–0 contra o Slovan Bratislava.Na janela de 2013-2014, Duda decidiu não renovar seu contrato com Košice, que deveria expirar no próximo verão. Em fevereiro de 2014, assinado para Legia de Varsovia em um contrato de quatro anos e meio.
Ele fez parte do elenco da Seleção Eslovaca de Futebol da Eurocopa de 2016.